# Birjavaza
Birjavaza (akkádul: mbir5-i̯a-u̯a-za, másképp Biryawaza vagy Biria-Waza) Damaszkusz (Dimašqe) uralkodója az i. e. 14. század közepe körül. Hosszú uralkodásának kezdete III. Amenhotep első éveire esik, és Ehnaton alatt halt meg. Birjavaza jelentősége nemcsak az Amarna-levelek közt megtalált négy dokumentuma (EA#194–197) adja, hanem az EA#182–185 számú három levéllel egybevetve mind az egyiptomi és hurri kronológia néhány elemét segít tisztázni, de a kor erőviszonyainak néhány aspektusát is. Ezekből a levelekből ugyanis kiderül, hogy Birjavaza nem más, mint III. Suttarna királynak, Mitanni uralkodójának egyik fia, az ókori Levante második nagyhatalmának, Mitanni uralkodóházának tagja.
E rokonsági kapcsolatból az körvonalazódik, hogy Mitanni befolyási övezete kiterjedt egész Dél-Szíriára, ugyanakkor tudjuk, hogy még a tőle északabbra fekvő Kádes városa is egyiptomi érdekszférába tartozott. Ennek fényében érthetőbb, hogy a kádesi Etakkama, Birjavaza bátyja az EA#189 számú levelében miért panaszkodik gyakorlatilag hiába a damaszkuszi uralkodóra, és az egyiptomi király az EA#190-ben miért ad kerülő választ a segélykérésre. Ehnaton valószínűleg a legkevésbé sem akart Mitannival összetűzni Kádes okán, főleg nem az egyre erősödő Hatti árnyékában.
Ugyanakkor Birjavaza Egyiptom hűséges vazallusának számított. Amíg Szíria többi fejedelme, Aziru és Etakkama sokszor hettita oldalon jelenik meg, addig Birjavaza pálfordulásának nincs nyoma. Az EA#250 alapján ő kapott parancsot Labaja fiainak leverésére. Az EA#151 szerint Etakkama és Aziru háborúban állt Damaszkusszal, és ezen összecsapások alkalmával is egyiptomi segítséget kért Birjavaza.
Egyiptom nagyobb szabású szíriai beavatkozására csak III. Suttarna elűzése után kerülhetett volna sor, amikor Kili-Tesub Sattivaza néven elfoglalta Mitanni trónját. Ekkor Damaszkusz és Kádes is támogató nélkül maradt, azonban a hurrik helyét rögtön átvették a hettiták, és az új kargamisi kormányzó, Pijaszilisz formált jogot Kádesre és Damaszkuszra is. Ekkorra viszont már régen Horemheb ült Egyiptom trónján és Birjavaza ezt már nem érte meg.